# 三疊鱷屬
三疊鱷屬（學名：Trialestes）是鱷形超目喙頭鱷亞目的一屬，是現代鱷魚的早期遠親。三疊鱷生存於三疊紀晚期的南美洲阿根廷。三疊鱷是種陸棲肉食性動物，可以快速奔跑，過去曾被分類於恐龍。